# Shotgun (singel Christiny Aguilery)
Shotgun – piosenka country popowa stworzona na ścieżkę dźwiękową z trzeciego sezonu serialu telewizyjnego Nashville (2015). Wyprodukowany przez Buddy’ego Millera oraz wykonywany przez amerykańską piosenkarkę Christinę Aguilerę, utwór wydany został jako jeden z singli promujących soundtrack dnia 21 kwietnia 2015 roku. Nie znalazł się jednak na żadnym wydawnictwie płytowym.
Nagranie zostało pozytywnie ocenione przez krytyków muzycznych, którzy chwalili wokale wykonawczyni. Niektórzy dziennikarze określili „Shotgun” mianem „pięknej ballady”. Piosenka notowana była na czterech listach przebojów magazynu Billboard, w tym na Bubbling Under Hot 100 (na miejscu 14.) oraz Hot Country Songs (na pozycji 28.). W kwietniu 2015 Aguilera wykonała utwór w trakcie gali Academy of Country Music Awards.

## Informacje o utworze
„Shotgun” to ballada utrzymana w stylu country popu. Została skomponowana przez Christinę Aguilerę, Seana McConnella i Audrę Mae na potrzeby dziewiętnastego odcinka trzeciego sezonu serialu telewizji ABC Nashville. Odcinek nosił tytuł The Storm Has Just Begun i został wyemitowany 22 kwietnia 2015 roku. Aguilera, wykonawczyni „Shotgun”, wystąpiła w nim w drugoplanowej roli Jade St. John, gwiazdy popu, która odwiedza miejsce akcji serialu w ramach trasy koncertowej i wykonuje utwór przed publicznością. W nagrywaniu zarówno ballady, jak i sceny z serialu gościnnie towarzyszył jej wokalista i autor Buddy Miller (także producent piosenki). „Shotgun” to utwór miłosny, dotyczący trwałości i siły związku emocjonalnego pomiędzy dwojgiem ludzi. Podmiot liryczny porównuje w nim długotrwałą miłość do zmiany miejsc podczas prowadzenia pojazdu. W refrenie śpiewa: „Droga jest ciężka, kochanie, ale nie ma nikogo, obok kogo chciałbym siedzieć. Droga jest wyboista, skarbie, lecz dotrzemy do celu wspólnie – ty i ja. Gdy będziesz zmęczony, przejmę kierownicę; ty mnie zmienisz, gdy będę miał dość.” „Shotgun” jest jedną z dwóch, obok „The Real Thing”, kompozycji nagranych przez Aguilerę na rzecz Nashville. Żadna z piosenek nie pojawiła się na albumie The Music of Nashville: Season 3, Volume 2 (2015), gromadzącym utwory napisane na potrzeby trzeciego sezonu serialu, ponieważ Aguilera związana jest z wytwórnią RCA, a nie Big Machine Records, która krążek wydała.

## Wydanie singla
Aguilera ogłosiła wydanie singli „The Real Thing” i „Shotgun” 7 kwietnia 2015. Drugi z utworów miał swoją premierę 21 kwietnia; został wówczas opublikowany w systemie digital download na łamach sklepu internetowego iTunes Store. „Shotgun” odniósł sukces w notowaniach iTunes, stając się jedną z najczęściej nabywanych piosenek country. Na liście najpopularniejszych singlowych wydawnictw w Stanach Zjednoczonych uplasował się na szczytniej pozycji dwudziestej pierwszej; na liście przebojów country zdołał ulokować się w czołowej trójce. Powodzenie w zestawieniach iTunes Store przyczyniło się do pojawienia się singla w notowaniach magazynu Billboard. 9 maja 2015 utwór zadebiutował na listach Hot Country Songs, Digital Songs, Country Digital Songs oraz Bubbling Under Hot 100 Singles, kolejno na pozycjach: #28, #43, #7 i #14. W trakcie jednego tygodnia wyprzedano ponad trzydzieści tysięcy kopii piosenki.

## Opinie
Według Zuzanny Janickiej (the-rockferry.pl), „Shotgun” to „jeden z najlepszych szerzej nieznanych utworów Aguilery”, a przy tym piosenka bardziej udana niż „Just a Fool” (2012).

### Recenzje
Nagranie spotkało się z pozytywnym odbiorem krytyków muzycznych. Zara Husaini, redaktorka serwisu PopCrush.com, określiła utwór mianem „przepięknej ballady”. Carolyn Menyes (MusicTimes.com) efekt pracy Aguilery nad materiałem z gatunku muzyki country uznała za „efektywny”. Dziennikarka witryny Idolator.com Bianca Gracie stwierdziła, że „Shotgun” to „oszałamiająca ballada”, a wykorzystane w tle utworu męskie wokale wspierające „doskonale uzupełniają kojący i emotywny głos Aguilery”.

## Promocja
13 kwietnia 2015 w sieci udostępniono 35-sekundowy klip pochodzący z serialu Nashville, w którym Aguilera wykonuje utwór „Shotgun”. 19 kwietnia wokalistka odśpiewała piosenkę podczas gali Academy of Country Music Awards w Teksasie.

## Twórcy
- Główne wokale: Christina Aguilera
- Producent/wokale wspierające: Buddy Miller
- Autor: Christina Aguilera, Sean McConnell, Audra Mae

## Pozycje na listach przebojów
| Kraj/region       | Notowanie (2015)                 | Wydawca   | Najwyższa pozycja |
| ----------------- | -------------------------------- | --------- | ----------------- |
| Stany Zjednoczone | Billboard Bubbling Under Hot 100 | Billboard | 14                |
| Stany Zjednoczone | Country Digital Songs            | Billboard | 7                 |
| Stany Zjednoczone | Digital Songs                    | Billboard | 43                |
| Stany Zjednoczone | Hot Country Songs                | Billboard | 28                |

## Wersja Seana McConnella
2 października 2015 roku w systemie digital download ukazał się folkowo-rockowy cover piosenki w wykonaniu Seana McConnella, z Audrą Mae na featuringu. Trwający trzy minuty i dwadzieścia pięć sekund utwór wydany został przez 333 Entertainment.